# Europeiska inomhusmästerskapen i friidrott 1984
Europeiska inomhusmästerskapen i friidrott 1984 genomfördes 1984 i Göteborg, Sverige. Mästerskapen var de femtonde i ordningen.

## Medaljörer, resultat

### Herrar

#### 60 m
- 1 Christian Haas, Västtyskland – 6,68
- 2 Antonio Ullo, Italien – 6,68
- 3 Ronald Desruelles, Belgien – 6,69

#### 200 m
- 1 Aleksandr Jevgenev, Sovjetunionen  – 20,98
- 2 Ade Mafe, Storbritannien  – 21,34
- 3 Giovanni Bongiorni, Italien  – 21,48

#### 400 m
- 1 Sergej Lovatjov, Sovjetunionen  – 46,72
- 2 Roberto Tozzi, Italien  – 47,01
- 3 Didier Dubois, Frankrike – 47,29

#### 800 m
- 1 Donato Sabia, Italien – 1.48,05
- 2 André Lavie, Frankrike – 1.48,35
- 3 Phil Norgate, Storbritannien – 1.48,39

#### 1 500 m
- 1 Peter Wirz, Schweiz – 3.41,35
- 2 Riccardo Materazzi, Italien – 3.41,57
- 3 Thomas Wessinghage, Västtyskland – 3.41,75

#### 3 000 m
- 1 Lubomír Tesáček, Tjeckoslovakien – 7.54,73
- 2 Markus Ryffel, Schweiz  –  7.57,79
- 3 Karl Fleschen, Västtyskland –  7.58,11

#### 60 m häck
- 1 Romuald Giegiel, Rumänien  – 7,62
- 2 György Bakos, Ungern  – 7,75
- 3 Jiři Hudec, Tjeckoslovakien  – 7,77

#### Stafett 4 x 400 m
- Ingen tävling

#### Höjdhopp
- 1 Dietmar Mögenburg, Västtyskland – 2,33
- 2 Carlo Thränhardt. Västtyskland – 2,30
- 3 Roland Dalhäuser, Schweiz – 2,30

#### Längdhopp
- 1 Jan Leitner, Tjeckoslovakien – 7,96
- 2 Mathias Koch, Östtyskland – 7,91
- 3 Robert Emmijan, Sovjetunionen  – 7,89

#### Stavhopp
- 1 Thierry Vigneron, Frankrike  – 5,85
- 2 Pierre Quinon, Frankrike – 5,75
- 3 Aleksandr Krupskij, Sovjetunionen  – 5,60

#### Trestegshopp
- 1 Grigorij Jemets, Sovjetunionen – 17,33
- 2 Vlastimil Marinec, Tjeckoslovakien – 17,16
- 3 Béla Bakosi, Ungern – 17,15

#### Kulstötning
- 1 Jânis Bojars, Sovjetunionen – 20,84
- 2 Werner Günthör, Schweiz – 20,33
- 3 Alessandro Andrei, Italien – 20,32

### Damer

#### 60 m
- 1 Beverly Kinch, Storbritannien – 7,16
- 2 Anelia Nunjeva, Bulgarien – 7,23
- 3 Nelli Cooman, Nederländerna – 7,28

#### 200 m
- 1 Jarmila Kratochvílová, Tjeckoslovakien – 23,02
- 2 Marie-Christine Cazier, Frankrike – 23,68
- 3 Olga Antonova, Sovjetunionen – 23,80

#### 400 m
- 1 Tatána Kocembová, Tjeckoslovakien – 49,97
- 2 Erica Rossi, Italien – 52,37
- 3 Rositsa Stamenova, Bulgarien – 52,41

#### 800 m
- 1 Milena Matejkovicová Tjeckoslovakien – 1.59,52
- 2 Doina Melinte, Rumänien – 1.59,81
- 3 Cristeana Cojucaru, Rumänien – 2.01,24

#### 1 500 m
- 1 Fița Lovin, Rumänien – 4.10,03
- 2 Elly van Hulst, Nederländerna – 4.11,09
- 3 Sandra Gasser, Schweiz – 4.11,70

#### 3 000 m
- 1 Brigitte Kraus, Västtyskland – 9.12,07
- 2 Tatjana Pozdnjakova, Sovjetunionen – 9.15,04
- 3 Ivana Kleinová, Tjeckoslovakien – 9.15,71

#### 60 m häck
- 1 Lucina Kalek, Polen – 7,96
- 2 Vera Akimova, Sovjetunionen – 7,99
- 3 Jordanka Donkova, Bulgarien – 8,09

#### Stafett 4 x 400 m
- Ingen tävling

#### Höjdhopp
- 1 Ulrike Meyfarth, Västtyskland – 1,95
- 2 Maryse Ewanjé-Épée, Frankrike  – 1,95
- 3 Danuta Bulkowska, Polen – 1,95

#### Längdhopp
- 1 Sue Hearnshaw, Storbritannien  – 6,70
- 2 Eva Murková, Tjeckoslovakien    – 6,55
- 3 Stefania Lazzaroni, Italien – 6,08

#### Kulstötning
- 1 Helena Fibingerová, Tjeckoslovakien – 20,34
- 2 Claudia Losch, Västtyskland – 20,23
- 3 Heidi Krieger, Östtyskland – 20,18

## Medaljfördelning
| Medaljfördelning |                 |      |        |       |        |
| Plats            | Land            | Guld | Silver | Brons | Totalt |
| 1                | Tjeckoslovakien | 6    | 2      | 2     | 10     |
| 2                | Västtyskland    | 4    | 2      | 2     | 8      |
| 3                | Sovjetunionen   | 4    | 1      | 4     | 9      |
| 4                | Storbritannien  | 2    | 1      | 1     | 4      |
|                  | Rumänien        | 2    | 1      | 1     | 4      |
| 6                | Italien         | 1    | 5      | 2     | 8      |
| 7                | Frankrike       | 1    | 4      | 1     | 6      |
| 8                | Schweiz         | 1    | 2      | 2     | 5      |
| 9                | Polen           | 1    | 0      | 1     | 2      |
| 10               | Bulgarien       | 0    | 1      | 2     | 3      |
| 11               | Östtyskland     | 0    | 1      | 1     | 2      |
|                  | Ungern          | 0    | 1      | 1     | 2      |
|                  | Nederländerna   | 0    | 1      | 1     | 2      |
| 14               | Belgien         | 0    | 0      | 1     | 1      |